# 射撃統制システム
射撃統制システム（しゃげきとうせいシステム、英語: fire control system, FCS）は、射撃統制を行うための制御システム。射撃指揮システム、射撃管制システム、射撃統制装置、射撃指揮装置、射撃管制装置、射撃指揮管制装置とも称される。海戦分野では射撃指揮システム、陸戦分野では射撃統制システム、航空戦分野では火器管制システムと称されることが多い。

## 概要

### 射撃統制
射撃統制とは、目標に対して効果的な射撃を行うために，観測具，照準具，測定具などの器材を用いて，目標の捜索・探知・捕捉・追尾から弾丸を発射するまで，人員及び火器を含めた器材の一連の動作をまとめること、とされる。
移動目標に対して火器システムで交戦する場合、一般に次の6つの段階を経ることになる。
1. 目標の捜索（search）、探知（detection）
2. 敵味方の識別（identification）
3. 目標の捕捉（acquisition）、追尾（tracking）
4. 未来位置修正角（prediction angle）の算定[注 1]
5. 火器の軸線（weapon line）の設定（射線の付与）
6. 射撃

このうち、「目標の捜索・探知」から「未来位置修正角の算定」までが射撃統制の基本要素である。また射線の付与まで包括する場合や、更に射撃に関して、その時間や弾量、弾丸の爆発を制御する場合もある。更には、射撃後にその効果を評価し、次の射撃に反映する場合もある。
また友軍の他の機体・艦艇と連携して「目標の捜索・探知」や「目標の捕捉・追尾」を行なうことで、誘導距離を延長したり、自システムの被探知性を下げたりする方法がある。LOR（Launch on Remote）は、他センサで探知した情報を受けてミサイルを発射し、自システムの覆域に入れば自らの射撃管制レーダーで誘導するものである。EOR（Engage on Remote）は、他センサで探知した情報を受けてミサイルを発射し、自センサではなく他センサの情報を基に引き続き誘導するものであり、自らはレーダー照射を行わないため目標からの探知性を下げることができる。

### 射撃計算
用途によっても異なるが、例えば戦車砲の統制に使用する射撃計算機は、一般に下記のような機能を持っている。
弾道計算機能
目標および自己の位置や運動の情報、弾道計算機に必要な弾道諸元の情報などの信号の入力を受けて、火器に与える未来位置修正角（高低見越角・方向見越角）を計算する。
照準制御機能
計算された未来位置修正角（高低見越角・方向見越角）をもとに、火器の姿勢検出データを用いて座標変換し、火器のプラットフォームを基準とする旋回角と俯仰角を演算する。この角度データは、火器の旋回・俯仰制御装置に送られる。
弾道計算のための入力諸元は、用途によっても異なるが、戦車砲などを例に取ると、弾種、射距離、発射薬温度、砲身エロージョンなどによる初速修正量、気温、気圧、横風風速、砲耳傾斜角などが用いられる。これらは、自動的に、または手動で計算機に入力される。

## 陸上および車両搭載FCS
陸上および車両搭載FCS（射撃統制システム）は、陸上目標に対する小火器・火砲・ロケット砲およびミサイル発射機、水上目標に対処する火砲およびミサイル発射機、ならびに空中目標に対処する火砲およびミサイル発射機の射撃を統制する。なお戦車の場合、システムの高機能化・複雑化に伴って、砲の旋回・俯仰などの制御を担当する砲制御装置（Gun control system, GCS）の機能がFCSから分化した。例えば日本では、61式戦車まではFCSと区別されていなかったが、74式戦車以降では別体として開発・装備されている。
陸上目標の捜索・追尾のためのセンサには、主として光波機器が使用されている。戦車砲や対戦車ミサイルなどでは、対処目標との距離はせいぜい5キロメートル程度であり、一般に光学照準器による測角とレーザ装置による測距を行なっている。また、昼夜間を問わず、偽装された目標でも視認できる赤外線センサ（熱線映像装置）を併用することも多くなっている。
一方、空中目標の捜索・追尾のためのセンサには、主として電波機器が使用されている。この電波機器には、捜索レーダー、捕捉レーダー、追尾レーダー、測距レーダーなどがあり、目的に応じて使い分けられている。また複数の機能を1つのレーダーに持たせたものもある。これらのセンサには、一般に電子防護策が施されているほか、電子攻撃や地表面反射などの影響で機能が低下した場合に備えて、電子光学センサが補助手段として併用されることが多い。また近距離（5キロメートル程度以下）では、簡便的に光学照準器などの光波センサが利用されることもある。

## 水上艦搭載FCS

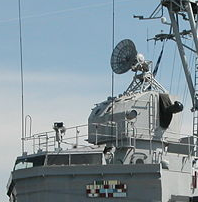
Mk.25レーダー搭載のMk.37方位盤。

水上艦搭載FCS（射撃指揮システム）は、陸上目標に対する火砲およびミサイル発射機、水上目標に対処する火砲・ミサイル発射機および魚雷発射管、水中目標に対処する対潜迫撃砲および魚雷発射管、ならびに空中目標に対処する火砲およびミサイル発射機の射撃を統制する。
陸上・水上および空中目標の捜索・追尾のためのセンサは、主として電波機器が使用されており、その要領は陸上および車両搭載FCSと同様である。一方、水中目標の捜索・追尾のためのセンサは、一般にソナーが使用されている。

## 潜水艦搭載FCS
潜水艦搭載FCS（武器管制システム）は、水上目標に対処するミサイル発射機、水上または水中目標に対処する魚雷発射管の射撃を統制する。
対艦ミサイルおよび魚雷発射のための目標の捜索と追尾のためのセンサは、一般的にソナーおよび潜望鏡が使用されている。例えば魚雷を無誘導で発射する場合、手動または情報処理システムなどで目標の距離・針路・速力を解析したのち (Target Motion Analysis) 、発射した魚雷と目標の艦船が衝突する針路・速力をFCSで算出し、魚雷に入力することになる。また現代の誘導魚雷では、必ずしも目標に衝突させずとも、十分に近接させればよく、更に様々な誘導モードがあるため、これらの兵器の特性も考慮する必要がある。

## 航空機搭載FCS

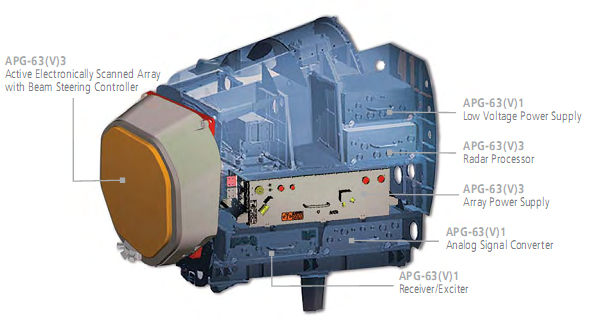
AN/APG-63(V)3。

航空機搭載FCS（火器管制システム）は、陸上目標および水上目標に対処する火砲、ロケット発射機、ミサイル発射機および爆弾投下機、空中目標に対処する火砲・ロケット発射機およびミサイル発射機の射撃を統制する。
最初期は、照門・照星の型式ではじまり、望遠鏡式の照準器を経て、第二次世界大戦では光像式照準器に発展した。現在では、目標の捜索と追尾のためのセンサは、主として電波機器が使用されている。ただし現代の作戦機でも、対空戦を重視しない攻撃機では引き続き光学機器に頼っている場合もあり、例えばハリアー IIでは、後期生産型（AV-8B+）以外の機体は光学式のAN/ASB-19を搭載している。
通常、搭乗員は航空機の操縦と射撃を同時並行で行わなければならないため、航空機搭載FCSでは、複数の武器を1台のFCSで統制するなど、多機能性が要求される。このため、単に空中目標を捜索・捕捉するためのルックダウン能力、地上や海上を捜索するためのグランドマップ能力などが付加されていることが多い。